# Cornelia Melis
Cornelia Marina "Lia" Melis (sinh ngày 23 tháng 2 năm 1960) là một vận động viên chạy đường dài đã thi đấu cho đội tuyển Argentina tại Thế vận hội Mùa hè 1988 và Thế vận hội Mùa hè 1992, và tại Giải vô địch Thế giới năm 1987 về Điền kinh và Giải vô địch Thế giới năm 1991 về Điền kinh.

## Sự nghiệp
Sự kiện quốc tế lớn đầu tiên của Melis là Giải vô địch trong nhà thế giới IAAF 1987 ở Indianapolis, Hoa Kỳ, bà thi đấu ở cự ly 3000 mét và hoàn thành thứ 11 trong số 12 người bắt đầu và thời gian 10: 24,79 là một kỷ lục quốc gia mới, vào cuối năm Sau đó, khi thi đấu ở Rome, Ý, tại Giải vô địch thế giới về điền kinh năm 1987, bà đã tham gia cuộc đua marathon và trong số 42 người bắt đầu bà đã hoàn thành vào ngày 30.
Năm tiếp theo, bà xuất hiện lần đầu tiên tại Thế vận hội khi cô tham gia cuộc thi marathon tại Thế vận hội Mùa hè 1988 được tổ chức tại Seoul, Hàn Quốc, bà đã hoàn thành ở vị trí thứ 56 trong số 69 người khởi động trong thời gian 2 giờ 53 phút. Năm 1989, bà đến Stavanger, Na Uy, để tham gia cuộc đua của phụ nữ trong Giải vô địch quốc gia xuyên quốc gia IAAF năm 1989, bà về đích ở vị trí thứ 117. Hai năm sau Melis đã cạnh tranh trong IAAF Thế giới Hội Chữ thập vô địch Quốc gia năm 1991 trong cuộc đua nữ và lần này bà đã hoàn thành thứ 122, sau này trong năm đó bà đã trở lại để chạy marathon của phụ nữ tại giải vô địch thế giới năm 1991 về Điền kinh trong Tokyo, Nhật Bản, và sau 2 giờ 58 phút, bà đứng thứ 21 trong số 39 người mới bắt đầu.
Melis đã thi đấu tại Thế vận hội Mùa hè 1992, một lần nữa trong cuộc đua marathon, nhưng thật không may, bà là một trong chín vận động viên không hoàn thành cuộc đua.